# Hans Nielsen Dreiøe
Hans Nielsen Dreiøe (født 5. april 1875 i Ærøskøbing, død 28. august 1958) var en dansk præst. Han var far til Anna Sophie Seidelin.
Dreiøe blev student fra Odense 1894 og cand. theol. 1900. Han blev ordentlig medhjælper ved Vor Frelsers Kirke i Aalborg 1902, sognepræst til Nørhå 1906, sognepræst ved Filips Kirke i Sundbyerne 1911, sognepræst til Nykøbing 1926 og stiftsprovst for Lolland-Falster Stift samme år. Han fik afsked 1945.
Dreiøe var formand for Almindelig Dansk Præstekonvent til 1948 og for Lolland-Falsters stiftskonvent til 1948. Han var medlem af lokalbestyrelsen for Foreningen Norden til 1949.
Dreiøe har udgivet: Gennem lukte Døre. 4 Paasketaler (1933); Evangeliet og Mennesket. 40 Prædikener (1935); Efterslæt. Smaa Prædikener over Kirkeaarets Tekster (1948). Han skrev prædikenerne i Menigheds-bladet (1950).